# Архангельское (Нижегородская область)
Арха́нгельское — село в Шатковском районе Нижегородской области. Административный центр Архангельского сельсовета.

## География
Село находится на левом берегу реки Тёша, у северо-западной границы посёлка городского типа Шатки, административного центра района.

### Часовой пояс
Село Архангельское, как и вся Нижегородская область, находится в часовой зоне МСК (московское время). Смещение применяемого времени относительно UTC составляет +3:00.

## История
В сентябре 1951 года сёла Никольское Кобылино и Архангельское Кобылино объединены в одно село Архангельское.

## Население
| 2002 | 2010  |
| ---- | ----- |
| 2308 | ↗2384 |

## Улицы
| - ул. 1 Мая, - ул. Большая роща, - ул. Горького, - ул. Дружбы, - ул. Дружинина, | - ул. Заречная, - ул. Зорина, - ул. Карла Маркса, - ул. Лазарева, - ул. Ленина, | - ул. Малая роща, - ул. Маяковского, - ул. Механизаторов, - ул. Набережная, - ул. Октябрьская, | - ул. Песочная, - ул. Пушкина, - ул. Свердлова, - ул. Свинцова, - пер. Солнечный, | - пер. Строитель, - пер. Суворова, - ул. Центральная, - ул. Школьная, - ул. Южная. |

## Инфраструктура
В селе действуют школа, дом культуры, отделение Почты России.

## Известные уроженцы
- Дружинин, Николай Иванович (1908—1979) — советский военнослужащий, лейтенант, Герой Советского Союза.
- Лазарев, Константин Дмитриевич (1929—2012) — советский хозяйственный деятель, Герой Социалистического Труда.